# 特殊車輌番号
特殊車輌番号（特殊車両番号）（とくしゅしゃりょうばんごう）とは、ドイツ語の Sd.Kfz.-Nummer の訳語で、ドイツ陸軍兵器局が、第二次世界大戦終了までに制式採用した半装軌車、装軌車に対して付与した制式番号である。
“Sd.Kfz.”とは戦車や突撃砲、装甲車等の特殊動力車輌を意味する Sonderkraftfahrzeug（ゾンダークラフトファールツォイク）の略号で、 Sd.Kfz.- の後に番号が付された（正式なドイツ語表記では Sd.Kfz の後にドットが必要である）。

## 概要
ドイツ陸軍兵器局は、製造会社や型式別に番号を付与せずに、使用目的別に番号を付した。
新しい車両や従来の車両に対して大きな改修があった場合には新たな制式番号が付与される。また小さな改修の場合は末尾に斜線及び番号を付加することによって従来の車両と区別された。番号の付与については、あまり一貫した基準はなく、同程度の改修であっても新番号が付与されたり、付加番号の付与に留まったりしている。
トラックやキューベルワーゲンなどの非装甲・非武装の装輪車の場合には 動力車両番号 を意味する Kraftfahrzeug-Nummer の略号の Kfz.- の後に番号が付される。また、高射砲搭載用や戦車回収用、物資輸送用などのトレーラーには、特殊トレーラーを意味する Sonderanhanger の略号の Sd.Ah.- の後に番号が付される。
なお、占領国から接収した兵器や敵国から捕獲した兵器にも特殊車両番号は付与されたが、当項目では記載していない。
万年車両不足のドイツ軍では、鹵獲した車両を自軍に再配備する際の管理などのために、鹵獲車両に「Fremdengerät numbers（外国器材番号）」を振っていた。これは3桁の数字の先頭が種別（例えば200番代なら装甲車、700番代なら戦車、800番代なら自走砲）、残り2桁が識別番号、最後に鹵獲元の国が（）内に表記される、という方式で、例えば「Pz.Kpfw. 35R 731(f)」なら、フランスから鹵獲した戦車の31番、名称35R ということになる。
なお、この識別番号は国ごとに振られているために重複があり、例えば733（ｆ）はフランスのルノー D2戦車、733（i）はイタリアのL6/40軽戦車、733（r）はソビエトのT-40軽戦車であった。

## 特殊車両番号の一覧
- Sd Kfz 2 - ケッテンクラート

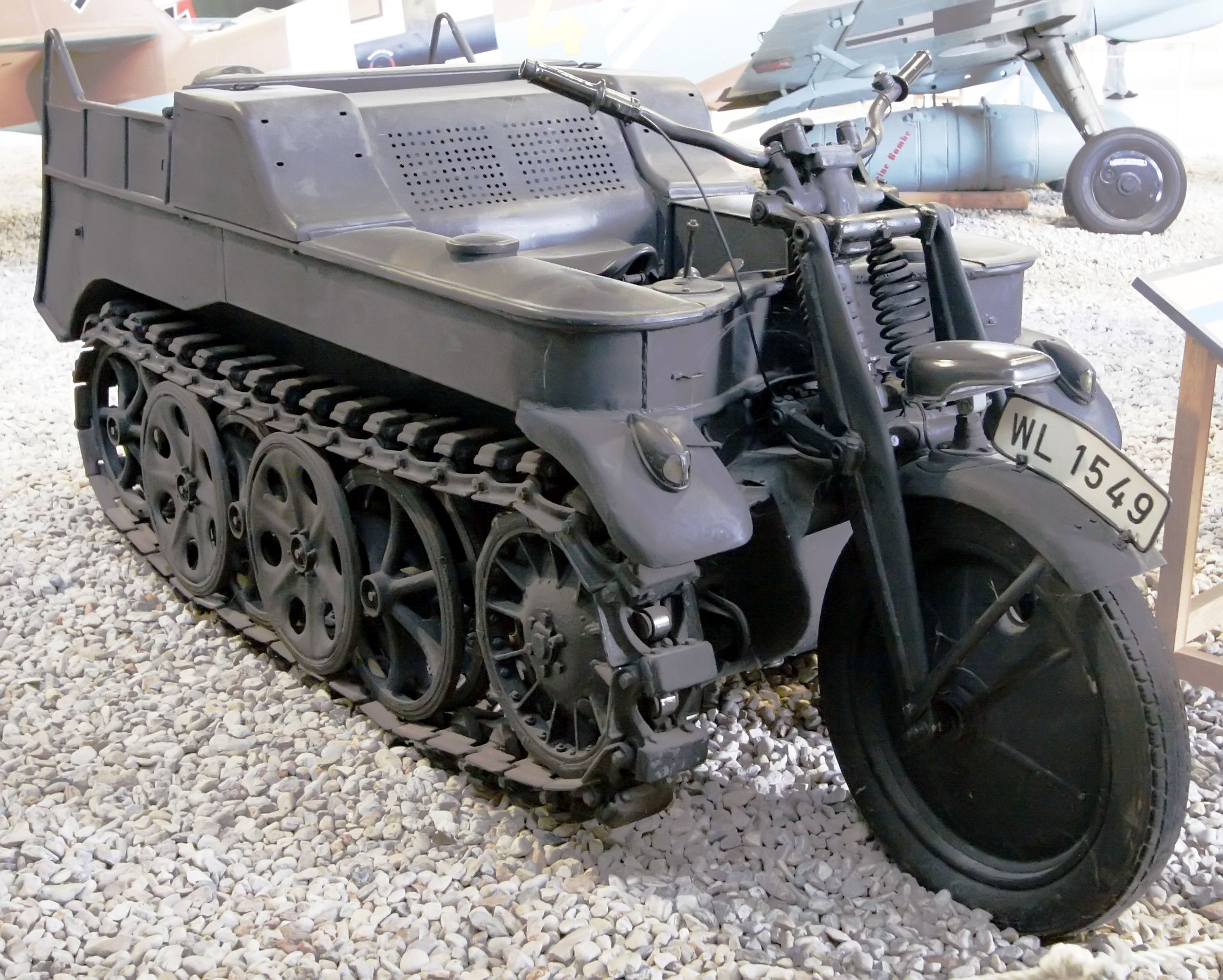
Sdkfz 2

  - Sd Kfz 2/1 - ケッテンクラート（電線敷設用）
  - Sd Kfz 2/2 - ケッテンクラート（重電線敷設用）
- Sd Kfz 3 - 2t 簡易ハーフトラック (マウルティア)
  - Sd Kfz 3a - オペル・マウルティア
  - Sd Kfz 3b - フォード・マウルティア
  - Sd Kfz 3c - マギルス・マウルティア
  - Sd Kfz 3/5 - 4.5t 簡易ハーフトラック (マウルティア)
- Sd kfz 4 - 4.5t 簡易ハーフトラック (マウルティア)
  - Sd Kfz 4/1 - 15cm ロケット砲搭載ハーフトラック（パンツァーヴェルファー）
- Sd Kfz 6 - 5t ハーフトラック（工兵用）
  - Sd Kfz 6/1 - 5t ハーフトラック（砲兵用）
  - Sd Kfz 6/2 - 3.7cm 対空砲搭載 5t ハーフトラック
- Sd Kfz 7 - 8t ハーフトラック
  - Sd Kfz 7/1 - 2cm 四連装対空砲搭載 8t ハーフトラック
  - Sd Kfz 7/2 - 3.7cm 対空砲搭載 8t ハーフトラック
  - Sd Kfz 7/6 - 対空観測用 8t ハーフトラック
- Sd Kfz 8 - 12t ハーフトラック
- Sd Kfz 9 - 18t ハーフトラック
  - Sd Kfz 9/1 - 6t クレーン搭載 18t ハーフトラック
  - Sd Kfz 9/2 - 10t クレーン搭載 18t ハーフトラック
- Sd Kfz 10 - 1t ハーフトラック
  - Sd Kfz 10/1 - ガス探知ハーフトラック
  - Sd Kfz 10/2 - ガス中和剤散布ハーフトラック
  - Sd Kfz 10/3 - 噴霧器搭載ガス中和剤散布ハーフトラック
  - Sd Kfz 10/4 - 2cm 対空砲30 搭載 1t ハーフトラック
  - Sd Kfz 10/5 - 2cm 対空砲38 搭載 1t ハーフトラック

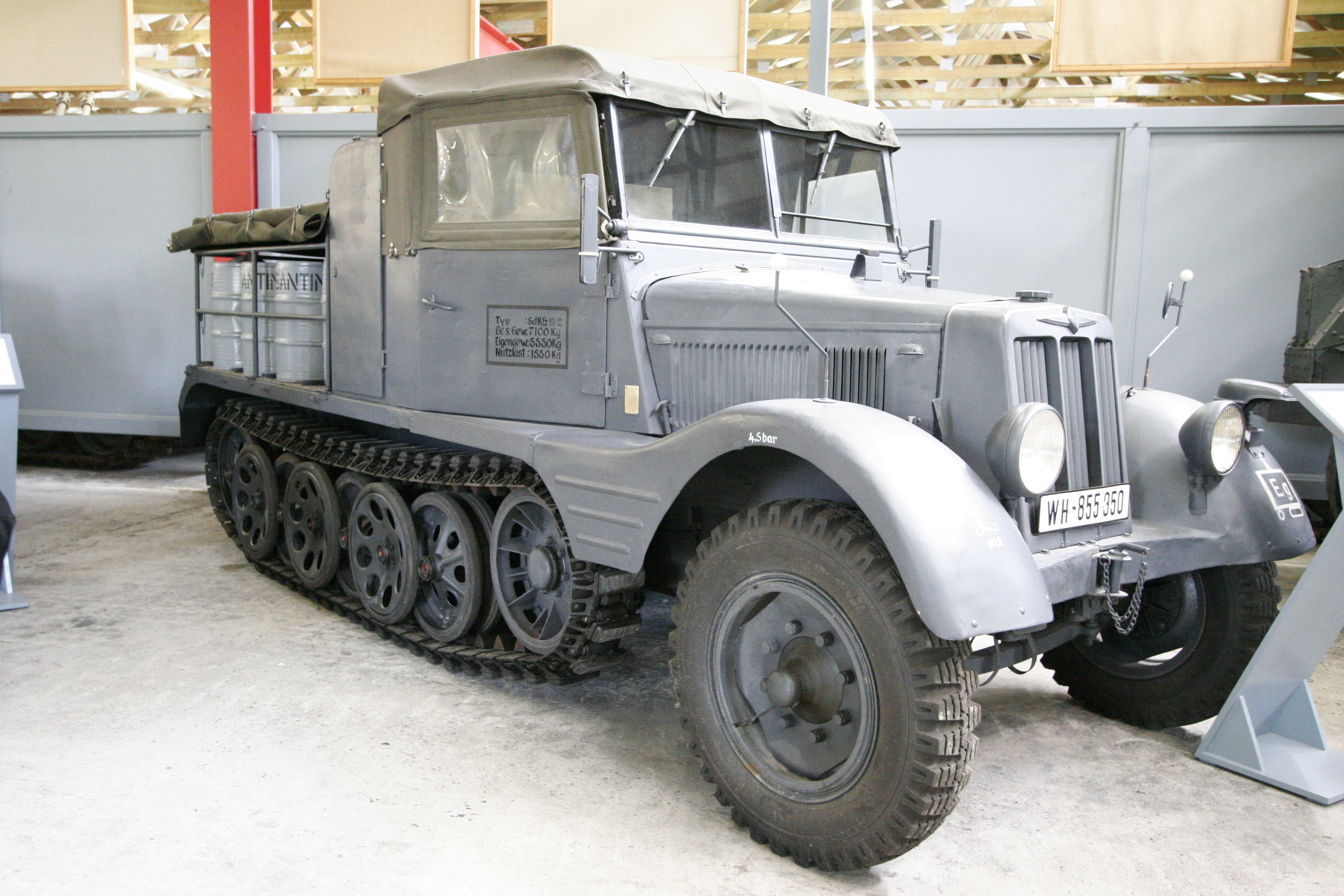
Sdkfz 11

- Sd Kfz 11 - 3t ハーフトラック
  - Sd Kfz 11/1 - 発煙装置搭載ハーフトラック
  - Sd Kfz 11/2 - ガス中和剤散布ハーフトラック
  - Sd Kfz 11/3 - 噴霧器搭載ガス中和剤散布ハーフトラック
  - Sd Kfz 11/4 - 発煙装置搭載ハーフトラック
  - Sd Kfz 11/5 - ガス探知ハーフトラック

### 100番台
- Sd Kfz 101 - I号戦車 A、B型
- Sd Kfz 111 - I号戦車改造弾薬運搬車
- Sd Kfz 121 - II号戦車 a-c、A-F型
- Sd Kfz 122 - II号火炎放射戦車 A、B型（フラミンゴ）
- Sd Kfz 123 - II号戦車 L型（ルクス）
- Sd Kfz 124 - 自走軽榴弾砲ヴェスペ
- Sd Kfz 131 - 7.5cm II号対戦車自走砲（マルダーII）
- Sd Kfz 132 - 7.62cm II号対戦車自走砲（マルダーII）
- Sd Kfz 135 - 7.5cm ロレーヌシュレッパー対戦車自走砲（マルダーI）
  - Sd Kfz 135/1 - 15cm ロレーヌシュレッパー自走榴弾砲
- Sd Kfz 138 - 7.5cm 38(t)自走対戦車砲 H型／M型 （マルダーIII）
  - Sd Kfz 138/1 - 15cm 38(t)自走重歩兵砲 H型／K型（グリーレ）
  - Sd Kfz 138/2 - 38(t)駆逐戦車（ヘッツァー）
- Sd Kfz 139 - 7.62cm 38(t)自走対戦車砲（マルダーIII）
- Sd Kfz 140 - 38(t)対空戦車
  - Sd Kfz 140/1 - 38(t)偵察戦車
- Sd Kfz 141 - III号戦車A-J型 (3.7cm砲／42口径5cm砲装備型)
  - Sd Kfz 141/1 - III号戦車J-M型 (60口径5cm砲装備型)
  - Sd Kfz 141/2 - III号戦車N型 (24口径7.5cm砲装備型)
  - Sd Kfz 141/3 - III号火焔放射戦車
- Sd Kfz 142 - III号突撃砲 A-E型 (24口径7.5cm砲装備型)
  - Sd Kfz 142/1 - III号突撃砲 F、G型 (43口径7.5cm砲／48口径7.5cm砲装備型)
  - Sd Kfz 142/2 - 42式突撃榴弾砲
- Sd Kfz 143 - III号砲兵観測戦車
- Sd Kfz 161 - IV号戦車 A-F型 (24口径7.5cm砲装備型)
  - Sd Kfz 161/1 - IV号戦車 G型 (43口径7.5cm砲装備型)
  - Sd Kfz 161/2 - IV号戦車 H、J型 (48口径7.5cm砲装備型)
  - Sd Kfz 161/3 - 3.7cm 対空自走砲／対空戦車（メーベルワーゲン・オストヴィント）
  - Sd Kfz 161/4 - 2cm 対空戦車（ヴィルベルヴィント）
- Sd Kfz 162 - IV号駆逐戦車 (48口径7.5cm砲装備型)
  - Sd Kfz 162/1 - IV号戦車/70(V) (70口径7.5cm砲装備型)
- Sd Kfz 164 - 8.8cm 対戦車自走砲（ナースホルン）
- Sd Kfz 165 - 自走重榴弾砲フンメル
  - Sd Kfz 165/1 - IV号 b型砲車/ホイシュレッケ
- Sd Kfz 166 - IV号突撃戦車（ブルムベア）
- Sd Kfz 167 - IV号突撃砲
- Sd Kfz 171 - V号戦車パンター
- Sd Kfz 173 - ヤークトパンター
- Sd Kfz 179 - ベルゲパンター
- Sd Kfz 181 - ティーガーI
- Sd Kfz 182 - ティーガーII
- Sd Kfz 184 - フェルディナンド/エレファント
- Sd Kfz 185 - ヤークトティーガー（8.8cm 砲搭載）、ベルゲティーガー
- Sd Kfz 186 - ヤークトティーガー（12.8cm 砲搭載）

### 200番台
- Sd Kfz 205 - VIII号戦車 マウス
- Sd Kfz 221 - 軽装甲偵察車（機銃型）
- Sd Kfz 222 - 軽装甲偵察車（2cm 砲型）
- Sd Kfz 223 - 軽装甲偵察車（無線型）
- Sd Kfz 231 - 6輪重装甲偵察車・8輪重装甲偵察車
- Sd Kfz 232 - 6輪重装甲偵察車（無線型）・8輪重装甲偵察車（無線型）
- Sd Kfz 233 - 8輪重装甲偵察車（7.5cm 砲搭載）
- Sd Kfz 234 - 8輪重装甲偵察車（改良型）
  - Sd Kfz 234/1 - 8輪重装甲偵察車（2cm 砲搭載）
  - Sd Kfz 234/2 - 8輪重装甲偵察車（5cm 砲搭載）
  - Sd Kfz 234/3 - 8輪重装甲偵察車（7.5cm 歩兵砲型）
  - Sd Kfz 234/4 - 8輪重装甲偵察車（7.5cm 対戦車砲型）
- Sd Kfz 247 - 重装輪兵員輸送車
- Sd Kfz 250 - 軽装甲兵員車
  - Sd Kfz 250/1 - 軽装甲兵員車
  - Sd Kfz 250/2 - 軽装甲電話通信車
  - Sd Kfz 250/3 - 軽装甲無線車
  - Sd Kfz 250/4 - 軽観測用装甲車
  - Sd Kfz 250/5 - 軽観測用装甲車
  - Sd Kfz 250/6 - 軽弾薬運搬装甲車（7.5cm 用）
  - Sd Kfz 250/7 - 軽装甲兵員車（迫撃砲搭載・弾薬運搬用）
  - Sd Kfz 250/8 - 軽装甲兵員車（7.5cm 砲搭載）
  - Sd Kfz 250/9 - 軽装甲兵員車（2cm 砲搭載）
  - Sd Kfz 250/10 - 軽装甲兵員車（3.7cm 砲搭載）
  - Sd Kfz 250/11 - 軽装甲兵員車（sPzB41 搭載）
  - Sd Kfz 250/12 - 軽装甲測定車
- Sd Kfz 251 - 中型装甲兵員車
  - Sd Kfz 251/1 - 中型装甲兵員車
  - Sd Kfz 251/2 - 中型装甲兵員車（迫撃砲搭載）
  - Sd Kfz 251/3 - 中型装甲無線車
  - Sd Kfz 251/4 - 7.5cm 歩兵砲牽引兼弾薬運搬車
  - Sd Kfz 251/5 - 中型装甲兵員車（工兵用）
  - Sd Kfz 251/6 - 中型装甲指揮車
  - Sd Kfz 251/7 - 中型装甲兵員車（工兵用）
  - Sd Kfz 251/8 - 中型装甲病院車
  - Sd Kfz 251/9 - 中型装甲兵員車（7.5cm 砲搭載）
  - Sd Kfz 251/10 - 中型装甲兵員車（3.7cm 砲搭載）
  - Sd Kfz 251/11 - 中型装甲電話通信車
  - Sd Kfz 251/12 - 中型装甲測距器材車
  - Sd Kfz 251/13 - 中型装甲聴音記録車
  - Sd Kfz 251/14 - 中型装甲音響測距車
  - Sd Kfz 251/15 - 中型装甲投光用車
  - Sd Kfz 251/16 - 中型火焔放射装甲車
  - Sd Kfz 251/17 - 中型装甲兵員車（2cm 対空砲搭載）
  - Sd Kfz 251/18 - 中型装甲観測車
  - Sd Kfz 251/19 - 中型装甲電話通信作業車
  - Sd Kfz 251/20 - 中型装甲兵員車（赤外線探照灯付）
  - Sd Kfz 251/21 - 中型装甲兵員車（三連装対空機関銃付）
  - Sd Kfz 251/22 - 中型装甲兵員車（7.5cm 対戦車砲型）
  - Sd Kfz 251/23 - 中型装甲兵員車（2cm 砲搭載）
- Sd Kfz 252 - 軽装甲弾薬運搬車
- Sd Kfz 253 - 軽装甲観測車
- Sd Kfz 254 - 中型装甲観測車
- Sd Kfz 260 - 軽装甲無線車（FuG7搭載）
- Sd Kfz 261 - 軽装甲無線車（FuG12搭載）
- Sd Kfz 263 - 6輪重装甲無線車・8輪重装甲無線車
- Sd Kfz 265 - 小型指揮戦車（I号指揮戦車）
- Sd Kfz 266 - III号指揮戦車 E、H、J、K型（FuG2搭載）
- Sd Kfz 267 - III号指揮戦車 D、E、H型、パンター指揮戦車型、ティーガー指揮戦車型（FuG8搭載）
- Sd Kfz 268 - III号指揮戦車 D、E、H、J、M型、パンター指揮戦車型、ティーガー指揮戦車型（FuG7搭載）

### 300番台
- Sd Kfz 300 - 地雷除去車 B I、B II
- Sd Kfz 301 - ボルクヴァルトIV
- Sd Kfz 302 - ゴリアテ(E-Motor)
- Sd Kfz 303 - ゴリアテ(V-Motor)
- Sd Kfz 304 - シュプリンガー